# Пол Онуачу
Ебере Пол Онуачу (англ. Ebere Paul Onuachu, нар. 28 травня 1994, Оверрі) — нігерійський футболіст, нападник англійського «Саутгемптона» і національної збірної Нігерії.

## Клубна кар'єра
Починав займатися футболом на батьківщині. 2012 року був запрошений на стажування до Данії, де приєднався до академії «Мідтьюлланна». Невдовзі уклав з клубом професійний контракт і дебютував у складі його головної команди.
Протягом першої половини 2015 року захищав на умовах оренди кольори «Вайле».
Повернувшись з оренди, швидко став одним з основних гравців «Мідтьюлланна». В сезоні 2016/17 з 18-ма голами став найкращим бомбардиром команди. Наступного сезону допоміг їй тріумфувати у данській футбольній першості.
У серпні 2019 року перейшов до бельгійського «Генка», де продовжив регулярно відзначатися забитими голами, забивши протягом першого сезону дев'ять м'ячів у 22 іграх.

## Виступи за збірну
2019 року дебютував в офіційних матчах у складі національної збірної Нігерії.
У складі збірної був учасником тогорічного Кубка африканських націй в Єгипті, на якому команда здобула бронзові нагороди, а сам нападник тричі виходив на поле, забитими голами не відзначившись.
| Дата       | Місто          | Господарі   | Результат | Гості                | Турнір                                        | Голи | Примітки |
| ---------- | -------------- | ----------- | --------- | -------------------- | --------------------------------------------- | ---- | -------- |
| 22-3-2019  | Асаба          | Нігерія     | 3 – 1     | Сейшельські Острови  | Відбір до Кубка африканських націй 2019       | -    | 65'      |
| 26-3-2019  | Асаба          | Нігерія     | 1 – 0     | Єгипет               | товариський матч                              | 1    | 88'      |
| 8-6-2019   | Асаба          | Нігерія     | 0 – 0     | Зімбабве             | товариський матч                              | -    | 63'      |
| 22-6-2019  | Александрія    | Нігерія     | 1 – 0     | Бурунді              | Кубок африканських націй 2019 - груповий етап | -    | 73'      |
| 26-6-2019  | Александрія    | Нігерія     | 1 – 0     | Гвінея               | Кубок африканських націй 2019 - груповий етап | -    | 88'      |
| 6-7-2019   | Александрія    | Нігерія     | 3 – 2     | Камерун              | Кубок африканських націй 2019 - 1/8 фіналу    | -    | 85'      |
| 13-10-2019 | Сінгапур       | Бразилія    | 1 – 1     | Нігерія              | товариський матч                              | -    | 74'      |
| 9-10-2020  | Клагенфурт     | Нігерія     | 0 – 1     | Алжир                | товариський матч                              | -    | 67'      |
| 13-11-2020 | Бенін-Сіті     | Нігерія     | 4 – 4     | Сьєрра-Леоне         | Відбір до Кубка африканських націй 2021       | -    | 78'      |
| 27-3-2021  | Порто-Ново     | Бенін       | 0 – 1     | Нігерія              | Відбір до Кубка африканських націй 2021       | 1    | 71'      |
| 30-3-2021  | Лагос          | Нігерія     | 3 – 0     | Лесото               | Відбір до Кубка африканських націй 2021       | 1    | 76'      |
| 4-6-2021   | Вінер-Нойштадт | Нігерія     | 0 – 1     | Камерун              | товариський матч                              | -    | 66'      |
| 8-6-2021   | Вінер-Нойштадт | Камерун     | 0 – 0     | Нігерія              | товариський матч                              | -    | 46'      |
| 3-9-2021   | Лагос          | Нігерія     | 2 – 0     | Ліберія              | Відбір до ЧС 2022                             | -    | 78'      |
| 7-9-2021   | Мінделу        | Кабо-Верде  | 1 – 2     | Нігерія              | Відбір до ЧС 2022                             | -    | 84'      |
| 16-11-2021 | Лагос          | Нігерія     | 1 – 1     | Кабо-Верде           | Відбір до ЧС 2022                             | -    | 89'      |
| 17-11-2022 | Лісабон        | Португалія  | 4 – 0     | Нігерія              | товариський матч                              | -    | 58'      |
| 24-3-2023  | Абуджа         | Нігерія     | 0 – 1     | Гвінея-Бісау         | Відбір до Кубка африканських націй 2023       | -    | 46'      |
| 14-1-2024  | Абіджан        | Нігерія     | 1 – 1     | Екваторіальна Гвінея | Кубок африканських націй 2023 - груповий етап | -    | 90+4'    |
| 18-1-2024  | Абіджан        | Кот-д'Івуар | 0 – 1     | Нігерія              | Кубок африканських націй 2023 - груповий етап | -    | 88'      |
| 27-1-2024  | Абіджан        | Нігерія     | 2 – 0     | Камерун              | Кубок африканських націй 2023 - 1/8 фіналу    | -    | 90+9'    |
| 2-2-2024   | Абіджан        | Нігерія     | 1 – 0     | Ангола               | Кубок африканських націй 2023 - чвертьфінал   | -    | 90+4'    |
| 7-6-2024   | Уйо            | Нігерія     | 1 – 1     | ПАР                  | Відбір до ЧС 2026                             | -    | 80'      |
| 10-6-2024  | Абіджан        | Бенін       | 2 – 1     | Нігерія              | Відбір до ЧС 2026                             | -    | 51'      |
| Усього     |                | Матчів      | 24        |                      | Голів                                         | 3    |          |

## Титули і досягнення
- Чемпіон Данії (1):

«Мідтьюлланн»: 2017-18
- Володар Кубка Данії (1):

«Мідтьюлланн»: 2018-19
- Володар Кубка Бельгії (1):

«Генк»: 2020-21
- Бронзовий призер Кубка африканських націй: 2019
- Найкращий бомбардир Чемпіонату Бельгії (1):

«Генк»: 2020-21